# Anneke Wezel
Anneke Maria Theresia (Anneke) Wezel (Zaanstad, 6 juli 1975) is een Nederlands advocaat en politicus. Zij was van 2015 tot en met 2019 Eerste Kamerlid voor de Socialistische Partij.

## Biografie
Wezel studeerde tussen 1994 en 2000 Nederlands Recht aan de Universiteit van Amsterdam. Al tijdens haar studie was ze van december 1998 tot februari 2000 werkzaam op het ministerie van Justitie. Daarna werkte ze korte tijd bij de Vereniging van Nederlandse Gemeenten. Van 2000 tot 2005 was Wezel vertegenwoordiger van het Openbaar Ministerie in lokale driehoeken. In 2005 en 2006 was ze senior parketsecretaris. Vanaf 2006 werd ze plaatsvervangend officier van justitie. Ze werkte van februari 2013 tot augustus 2014 bij Loyens & Loeff als advocaat. Ze werkt per september 2014 bij Jonkman, Wezel en Velthuizen Advocaten als advocaat-partner.
Wezel was namens de SP kandidaat bij de Tweede Kamerverkiezingen van 2012, maar werd niet gekozen. Bij de Eerste Kamerverkiezingen van 2015 werd Wezel gekozen als lid van de Eerste Kamer der Staten-Generaal, Van juni 2015 tot januari 2019 hield zij zich daar bezig met justitie en wetgeving omtrent drugs, aanpak van terrorisme en forensische zorg en met geestelijke gezondheidszorg. Per 1 februari 2019 trad zij af vanwege het aanvaarden van een functie die niet verenigbaar is met het Kamerlidmaatschap.
Eind 2022 stond Wezel namens de BoerBurgerBeweging voor de provincie Noord-Holland op de gepubliceerde conceptkandidatenlijst van de Provinciale Statenverkiezingen, maar ze trok haar kandidatuur wegens persoonlijke omstandigheden voortijdig in. Sinds maart 2025 is ze gemeentelijk ombudsman voor de gemeente Alkmaar. 

## Verkiezingsuitslagen
| Verkiezing                    | Partij | Positie | Stemmen |
| ----------------------------- | ------ | ------- | ------- |
| Tweede Kamer 2012             | SP     | 28      | 589     |
| Eerste Kamer 2015             | SP     | 4       |         |
| Gemeenteraad 2018 in Zaanstad | SP     | 15      | 176     |

- Parlement.com: vj0ph1xv97ux